# Symphonie no 4 de Glazounov
Pour les articles homonymes, voir Symphonie no 4.
La Symphonie no 4 opus 48 en mi bémol majeur est une symphonie du compositeur russe Alexandre Glazounov. Terminée le 4 décembre 1893, elle est dédiée à Anton Rubinstein.
Elle a été créée le 3 février 1894 à Saint-Pétersbourg sous la direction de Nikolaï Rimski-Korsakov.

## Analyse de l'œuvre
Elle comporte trois mouvements.
1. Andante - Allegro moderato
2. Scherzo - Allegro vivace
3. Allegro